# Abacetus artus
Abacetus artus es una especie de escarabajo terrestre de la subfamilia Pterostichinae.  Fue descrita por Andrewes en 1942 y es una especie endémica que se encuentra en la India. 